# Joyce Van Patten
Joyce Benignia Van Patten (New York, 9 marzo 1934) è un'attrice statunitense.

## Biografia

### Origini
La madre, Josephine Rose Acerno, era una dirigente pubblicitaria di origine italiana, mentre il padre, Richard Byron Van Patten, era un decoratore d'interni di origine inglese e olandese. È sorella degli attori Dick Van Patten e Tim Van Patten. 

## Vita privata
Dal 1959 al 1962 è stata sposata con l'attore Martin Balsam, da cui ha avuto la figlia Talia Balsam, nata nel 1959 e anche lei attrice. Dal 1973 al 1987 è stata moglie del regista e attore Dennis Dugan.

## Filmografia parziale

### Cinema
- 14ª ora (Fourteen Hours), regia di Henry Hathaway (1951) - non accreditata
- La divina (The Goddess), regia di John Cromwell (1958)
- Lasciami baciare la farfalla (I Love You, Alice B. Toklas), regia di Hy Averback (1968)
- Guai con le ragazze (The Trouble with Girls), regia di Peter Tewksbury (1969)
- Pussycat, Pussycat, I Love You, regia di Rod Amateau (1970)
- Phil il diritto (Making It), regia di John Erman (1971)
- Ti combino qualcosa di grosso (Something Big), regia di Andrew V. McLaglen (1971)
- Bone, regia di Larry Cohen (1972)
- Mame, regia di Gene Saks (1974)
- Detective fra le piume (The Manchu Eagle Murder Caper Mystery), regia di Dean Hargrove (1975)
- Che botte se incontri gli "Orsi" (The Bad News Bears), regia di Michael Ritchie (1976)
- Mikey e Nicky (Mikey and Nicky), regia di Elaine May (1976)
- Il gioco del falco (The Falcon and the Snowman), regia di John Schlesinger (1985)
- St. Elmo's Fire, regia di Joel Schumacher (1985)
- Billy Galvin, regia di John Gray (1986)
- Appuntamento al buio (Blind Date), regia di Blake Edwards (1987)
- Monkey Shines - Esperimento nel terrore (Monkey Shines - An Experiment in Fear), regia di George A. Romero (1988)
- Teste rasate (Skinheads), regia di Greydon Clark (1989)
- Infinity, regia di Matthew Broderick (1996)
- Io & Marley (Marley & Me), regia di David Frankel (2008)
- Un weekend da bamboccioni (Grown Ups), regia di Dennis Dugan (2010)
- This Must Be the Place, regia di Paolo Sorrentino (2011)
- Peace, Love & Misunderstanding, regia di Bruce Beresford (2011)
- The Fitzgerald Family Christmas, regia di Edward Burns (2012)
- God's Pocket, regia di John Slattery (2014)
- Diane, regia di Kent Jones (2018)

### Televisione
- Kraft Television Theatre – serie TV (1949-1951)
- Mama (1954)
- Ben Casey – serie TV, episodio 1x10 (1961)
- The Many Loves of Dobie Gillis – serie TV (1961-1963)
- Bus Stop – serie TV, episodio 1x18 (1962)
- Corruptors (Target: The Corruptors) – serie TV, episodio 1x21 (1962)
- I detectives (The Detectives) – serie TV, episodio 3x20 (1962)
- Scacco matto (Checkmate) – serie TV, episodio 2x20 (1962)
- The Wide Country – serie TV, episodio 1x04 (1962)
- Ai confini della realtà (The Twilight Zone) – serie TV, episodio 4x17 (1963)
- Il dottor Kildare (Dr. Kildare) – serie TV (1962-1963)
- Gunsmoke – serie TV, episodio 8x26 (1963)
- Perry Mason – serie TV (1963-1965)
- Mr. Novak – serie TV, episodio 2x14 (1965)
- Il virginiano (The Virginian) – serie TV, episodio 4x06 (1965)
- A Man Called Shenandoah – serie TV, episodio 1x13 (1965)
- Cavaliere solitario (The Loner) – serie TV, 1 episodio (1966)
- Iron Horse – serie TV, episodio 2x15 (1967)
- Una famiglia... si fa per dire (Accidental Family) – serie TV, episodio 1x03 (1967)
- The Good Guys – serie TV (1968-1970)
- Le donne preferiscono il vedovo (But I Don't Want to Get Married!), regia di Jerry Paris – film TV (1970)
- Tre nipoti e un maggiordomo (Family Affair) – serie TV, episodio 5x11 (1970)
- I nuovi medici (The Bold Ones: The New Doctors) – serie TV (1971)
- Un vero sceriffo (Nichols) – serie TV (1971)
- Uno sceriffo a New York (McCloud) – serie TV (1972)
- The Don Rickles Show – serie TV (1972)
- Hawaii Squadra Cinque Zero (Hawaii Five-O) – serie TV (1970-1972)
- Il giovane Dr. Kildare (Young Dr. Kildare) – serie TV (1972)
- Mannix – serie TV (1967-1973)
- Le strade di San Francisco (The Streets of San Francisco) – serie TV, episodio 1x21 (1973)
- Le pazze storie di Dick Van Dyke (The New Dick Van Dyke Show) – serie TV (1973)
- Love, American Style – serie TV (1970-1974)
- Insight – serie TV (1966-1974)
- Colombo (Columbo) – serie TV, episodi 4x02-6x02 (1974-1976)
- Agenzia Rockford (The Rockford Files) – serie TV (1977)
- The Mary Tyler Moore Hour – serie TV (1979)
- You Can't Take It with You, regia di Paul Bogart – film TV (1979)
- Cronache marziane (The Martian Chronicles) – serie TV (1980)
- Storie incredibili (Amazing Stories) – serie TV, episodio 1x23 (1986)
- Oltre il ponte (Brooklyn Bridge) – serie TV (1992)
- La valle dei pini (All My Children) – soap opera (1993)
- E vissero infelici per sempre (Unhappily Ever After) – serie TV (1995-1996)
- L'incredibile Michael (Now and Again) – serie TV (1999)
- I Soprano (The Sopranos) – serie TV (2002)
- Giudice Amy (Judging Amy) – serie TV (2002-2003)
- Senza traccia (Without a Trace) – serie TV (2005)
- Desperate Housewives - I segreti di Wisteria Lane (Desperate Housewives) – serie TV (2005)
- The Good Wife – serie TV (2011)
- Boardwalk Empire - L'impero del crimine (Boardwalk Empire) – serie TV (2014)

## Doppiatrici italiane
- Elda Tattoli in 14ª ora
- Rita Savagnone ne La divina
- Benita Martini in Colombo: Delitto d'altri tempi
- Melina Martello in Colombo: Una mossa sbagliata
- Anna Miserocchi in St. Elmo's Fire
- Anna Teresa Eugeni in Monkey Shines - Esperimento nel terrore
- Germana Dominici in E vissero infelici per sempre
- Alba Cardilli in Desperate Housewives - I segreti di Wisteria Lane
- Aurora Cancian in Un weekend da bamboccioni
- Giuliana Lojodice in This Must Be the Place
- Lorenza Biella in God's Pocket
- Paola Giannetti in Oz